# Tábory nucené práce při československých uranových dolech
Tábory nucené práce (TNP), fungující v letech 1949 až 1951 při důlních areálech národního podniku Jáchymovské doly, patřily do kategorie pracovních útvarů zřízených na základě zákona č. 247/48 Sb., o táborech nucené práce. Všechny poválečné TNP, bez ohledu na oblast hospodářství, pro kterou byly zbudovány, provozovalo československé ministerstvo vnitra.

## Účel a specifika táborů nucené práce
Specifickým charakterem táborů nucené práce dle zákona č. 247 z roku 1948, byla skutečnost, že do těchto táborů nebyli občané přidělováni soudním rozhodnutím, ale národním výborem (civilním orgánem československé státní správy). Dvouleté pracovní zařazení do TNP mělo být pro politicky nespolehlivé osoby posledním varováním, aby svůj život uvedly do souladu s požadavky vládnoucí komunistické strany. V případě, že takové varování s dvouletým pobytem v TNP nezabralo, mohly problematické osoby předpokládat soudně trest a pobyt ve věznici nebo trestaneckém pracovním táboře na delší dobu.
Většina poválečných československých TNP k posílení hospodářských potřeb v oblasti zemědělství, stavebnictví, hutního průmyslu, případně k dobývání uhlí. 

## Využívání TNP při těžbě uranu
V rámci československého uranového průmyslu byly zřízeny následující tábory nucené práce:
| název tábora                | oblast      | zřízení       | zrušení     |
| --------------------------- | ----------- | ------------- | ----------- |
| Vršek                       | Jáchymovsko | 3. 10. 1949   | 25. 4. 1951 |
| Vojna                       | Příbramsko  | 22. 11. 1949  | 20. 7. 1951 |
| Brod (pobočka NTP Vojna)    | Příbramsko  | prosinec 1949 | 20. 1. 1951 |
| Nikolaj (pobočka NTP Vršek) | Jáchymovsko | 1. 9. 1950    | 15. 2. 1951 |
| Plavno (pobočka NTP Vršek)  | Jáchymovsko | 15. 9. 1950   | červen 1951 |

Tábory Vršek, Vojna a Nikolaj byly v roce 1951 přeměněny na trestanecké pracovní tábory v gesci ministerstva národní bezpečnosti a naplněny soudně odsouzenými trestanci (kriminálními, retribučními a politickými vězni).

## Odlišnosti mezi TNP a trestaneckými tábory
V obecné rovině umožňoval pobyt neodsouzených občanů umístěných v TNP určitou míru svobody a snesitelnější zacházení. Většina civilistů zadržovaných v TNP se zřejmě nikdy nesetkala s takovými formami brutality, šikany a nezákonnostmi, jaké jsou zaznamenány z prostředí trestaneckých táborů mezi roky 1950–1955. Dochovaná vyprávění přímých obětí TNP nicméně ukazují, že ani život v TNP nebyl idylický, zvláště pokud v úloze představitele tábora působil člověk s vážnější poruchou osobnosti. Občan-chovanec TNP se totiž proti zvůli představitelů tábora prakticky neměl jak bránit.